# Pomeys
Pomeys és un municipi francès situat al departament del Roine i a la regió d'Alvèrnia-Roine-Alps. L'any 2007 tenia 945 habitants.

## Demografia

### Població
El 2007 la població de fet de Pomeys era de 945 persones. Hi havia 326 famílies de les quals 56 eren unipersonals (28 homes vivint sols i 28 dones vivint soles), 109 parelles sense fills, 149 parelles amb fills i 12 famílies monoparentals amb fills.
La població ha evolucionat segons el següent gràfic:
Habitants censats

### Habitatges
El 2007 hi havia 375 habitatges, 343 eren l'habitatge principal de la família, 22 eren segones residències i 9 estaven desocupats. 357 eren cases i 17 eren apartaments. Dels 343 habitatges principals, 299 estaven ocupats pels seus propietaris, 36 estaven llogats i ocupats pels llogaters i 8 estaven cedits a títol gratuït; 7 tenien dues cambres, 27 en tenien tres, 102 en tenien quatre i 207 en tenien cinc o més. 281 habitatges disposaven pel capbaix d'una plaça de pàrquing. A 126 habitatges hi havia un automòbil i a 205 n'hi havia dos o més.

### Piràmide de població
La piràmide de població per edats i sexe el 2009 era:
| Homes | Edats   | Dones |
| ----- | ------- | ----- |
| 0     | 95 o +  | 0     |
| 0     | 90 a 94 | 4     |
| 8     | 85 a 89 | 12    |
| 4     | 80 a 84 | 8     |
| 16    | 75 a 79 | 8     |
| 8     | 70 a 74 | 12    |
| 16    | 65 a 69 | 12    |
| 16    | 60 a 64 | 20    |
| 24    | 55 a 59 | 20    |
| 40    | 50 a 54 | 28    |
| 28    | 45 a 49 | 40    |
| 44    | 40 a 44 | 44    |
| 36    | 35 a 39 | 20    |
| 20    | 30 a 34 | 28    |
| 20    | 25 a 29 | 28    |
| 28    | 20 a 24 | 12    |
| 48    | 15 a 19 | 24    |
| 20    | 10 a 14 | 32    |
| 28    | 5 a 9   | 60    |
| 28    | 0 a 4   | 12    |

## Economia
El 2007 la població en edat de treballar era de 613 persones, 485 eren actives i 128 eren inactives. De les 485 persones actives 471 estaven ocupades (263 homes i 208 dones) i 14 estaven aturades (5 homes i 9 dones). De les 128 persones inactives 49 estaven jubilades, 53 estaven estudiant i 26 estaven classificades com a «altres inactius».

### Ingressos
El 2009 a Pomeys hi havia 361 unitats fiscals que integraven 1.029 persones, la mediana anual d'ingressos fiscals per persona era de 18.888 €.

### Activitats econòmiques
Dels 30 establiments que hi havia el 2007, 1 era d'una empresa extractiva, 1 d'una empresa de fabricació de material elèctric, 2 d'empreses de fabricació d'altres productes industrials, 8 d'empreses de construcció, 8 d'empreses de comerç i reparació d'automòbils, 2 d'empreses d'hostatgeria i restauració, 1 d'una empresa d'informació i comunicació, 1 d'una empresa financera, 4 d'empreses de serveis i 2 d'entitats de l'administració pública.
Dels 13 establiments de servei als particulars que hi havia el 2009, 1 era un taller de reparació d'automòbils i de material agrícola, 1 paleta, 3 guixaires pintors, 1 fusteria, 2 lampisteries, 3 electricistes i 2 restaurants.
Dels 2 establiments comercials que hi havia el 2009, 1 era una botiga de menys de 120 m² i 1 una floristeria.
L'any 2000 a Pomeys hi havia 37 explotacions agrícoles que ocupaven un total de 891 hectàrees.

## Equipaments sanitaris i escolars
El 2009 hi havia 2 escoles elementals.

## Poblacions més properes
El següent diagrama mostra les poblacions més properes.